# Macintosh IIvx
Destiné au milieu de gamme, le Macintosh IIvx fut lancé en même temps que le Macintosh IIvi. Tous deux avaient un nouveau boîtier (en métal, une première pour un Macintosh) et étaient les premiers Macintosh à pouvoir intégrer un lecteur de CD-ROM interne. Il était similaire au IIvi, à part un processeur plus puissant et un FPU et le lecteur de CD-ROM en standard. Malgré son caractère innovant, le IIvx souffrait d'une trop grande lenteur pour une machine de ce prix et pour cette époque, principalement due à son bus système cadencé à seulement 16 MHz.

## Caractéristiques
| Fréquence du processeur                          | 32 MHz         |
| Vitesse du bus                                   | 16 MHz         |
| Cache L1                                         | 0,5 Ko         |
| Cache L2                                         | 32 Ko          |
| Type de la mémoire vive                          | 30-pin SIMM    |
| Vitesse minimale de la mémoire vive              | 30 ns          |
| Mémoire vive maximale                            | 68 Mo          |
| Slots de mémoire vive                            | 4              |
| Carte graphique                                  | Dédiée         |
| VRAM standard                                    | 512 Ko, 1 Mo   |
| VRAM maximum                                     | 1 Mo           |
| Support du premier écran                         | Un écran       |
| Résolution du support du premier écran           | 640×480        |
| Support du second écran                          | Un écran       |
| Résolution maximale du support du deuxième écran | Variable       |
| Disque dur                                       | 40, 80, 230 Mo |